# Gardon (rivière)
Pour les articles homonymes, voir Gardon et Gard (homonymie).
Voir également l'article sur la rivière Gardon qui coule dans l'Ain.
Le Gardon, ou Gard, est une rivière du Sud de la France, située dans les départements du Gard et de la Lozère, dans la région administrative Occitanie. Il prend sa source dans les hautes Cévennes. C'est un affluent droit du Rhône, dans lequel il se jette après un parcours de 127,6 km. La terminologie Gard éponyme du département, est aujourd'hui moins fréquente quoique toujours usitée.
Les gorges du Gardon sont partiellement incluses dans la réserve naturelle régionale des gorges du Gardon.

## Hydronymie
Le Gardon désigne différents cours d'eau relevant du même bassin versant : certains d'entre eux en sont de simples sections (par exemple, le Gardon d'Anduze), tandis que d'autres constituent de véritables affluents (par exemple, le Gardon d'Alès).

## Géographie

### Cours de la rivière
Le terme « Gardon » associé au nom d'une ville ou village est utilisé de façon générique pour la plupart des affluents de ce cours d'eau. Il est donc difficile d'établir quelle rivière est l'affluent de l'autre puisque presque toutes sont appelées « Gardon ». Au fur et à mesure qu'on remonte le cours d'eau, chaque embranchement (si les deux rivières sont d'importance égale) génère deux gardons, ainsi de suite.
Néanmoins, pour les besoins de sa classification, le service d’administration nationale des données et référentiels sur l’eau (SANDRE) considère que la rivière principale est le Gardon qui prend sa source à Saint-Martin-de-Lansuscle, près du Prat Reboubalès (1 082 m), à 1 050 m d'altitude.
Dans l'acception locale courante, le Gardon au sens strict débute au confluent des deux affluents principaux : le Gardon d'Alès et le Gardon d'Anduze. Le point de confluence de ces deux cours d'eau se situe en amont de la commune de Ners, entre les deux communes de Cassagnoles et Vézénobres, à 90 m d'altitude.
Le Gardon est navigable en canoë-kayak sur environ 70 km (classe II) ; la partie depuis Russan jusqu'au pont du Gard (30 km) est en classe I.[réf. nécessaire] Il est franchi par le pont du Gard, pont-aqueduc romain du Ier siècle.
La rivière conflue en rive droite du Rhône à 6 mètres d'altitude, sur la commune de Vallabrègues.

### Communes et cantons traversés
Dans les deux départements de Lozère et du Gard, le Gardon « officiel » traverse ou borde trente-huit (38) communes (d'après la carte de Géoportail) et douze cantons. D'amont en aval :
- Saint-Martin-de-Lansuscle (source)
- Saint-Germain-de-Calberte
- Saint-Étienne-Vallée-Française
- Mialet
- Saumane
- Saint-Jean-du-Gard
- Thoiras
- Corbès
- Générargues
- Anduze
- Tornac
- Boisset-et-Gaujac
- Massillargues-Attuech
- Lézan
- Cardet
- Ribaute-les-Tavernes
- Massanes
- Cassagnoles
- Vézénobres
- Ners
- Maruéjols-lès-Gardon
- Boucoiran-et-Nozières
- Cruviers-Lascours
- Brignon
- Moussac
- Sauzet
- Saint-Chaptes
- La Calmette
- Dions
- Sainte-Anastasie
- Sanilhac-Sagriès
- Poulx
- Collias
- Vers-Pont-du-Gard
- Remoulins
- Castillon-du-Gard
- Fournès
- Montfrin
- Comps
- Vallabrègues (confluence)

À l'exception des trois premières situées en Lozère, toutes ces communes se trouvent dans le Gard.
Noter que Sernhac n’est pas directement touchée par le Gardon, mais la commune inclut un étang de 15,3 ha attenant au Gardon auquel il est relié par un goulet d'à peine 6 m de long pour 12 m de largeur.
Les 37 communes traversées par le Gardon couvrent une superficie de plus de 585 km2 à 137 m d'altitude moyenne, incluant 45 967 habitants avec une densité de 78,5 hab./km2.
En termes de cantons, le Gardon prend source dans le canton de Saint-Germain-de-Calberte, traverse les canton de Saint-Jean-du-Gard, canton de Lasalle, canton d'Anduze, canton de Lédignan, canton de Vézénobres, canton de Saint-Chaptes, canton de Marguerittes, canton d'Uzès, canton de Remoulins, canton d'Aramon, et conflue sur le canton de Beaucaire.

### Bassin versant

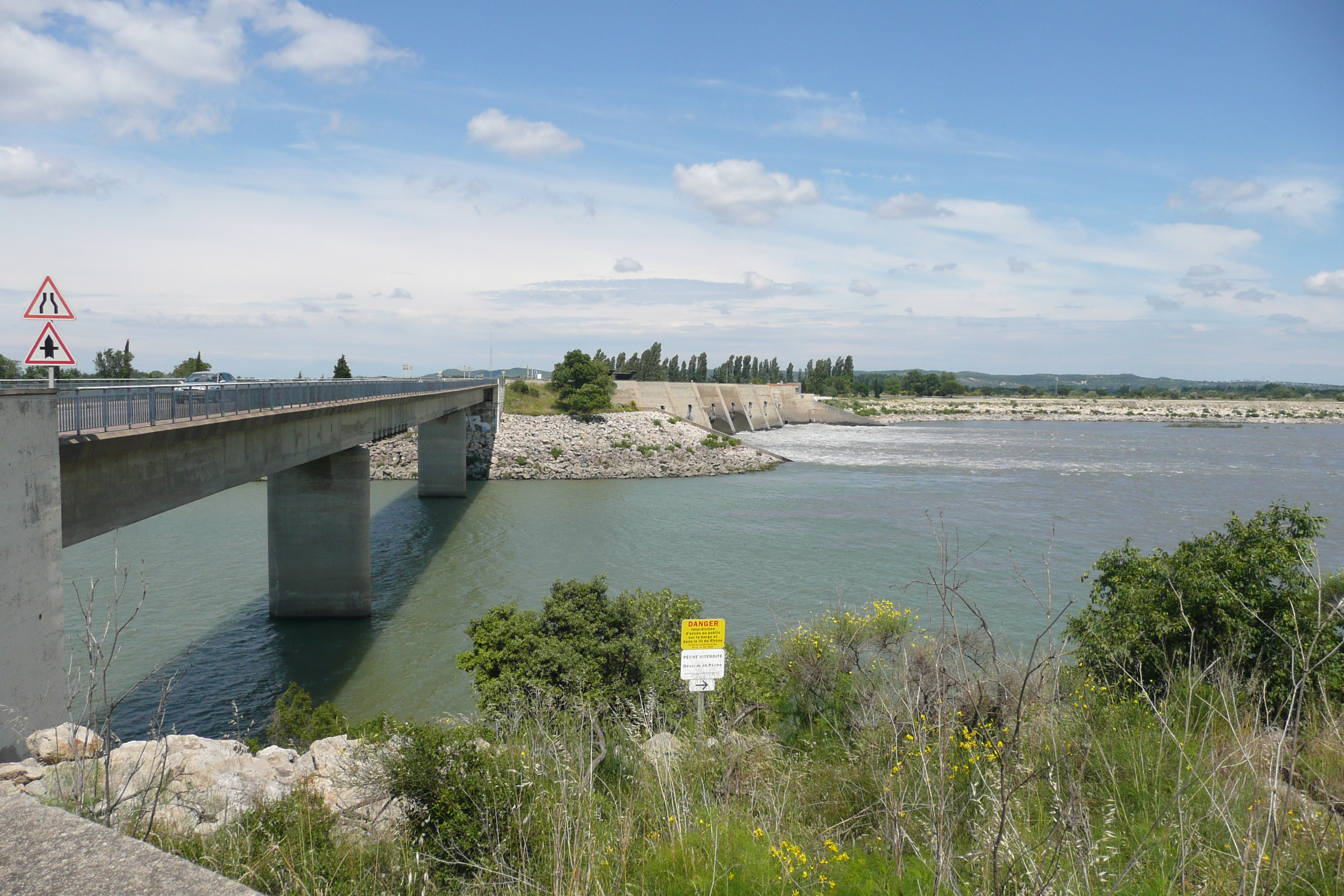
Confluence du Gard (au premier plan) et du Rhône (en arrière-plan) près de Comps.

Le Gardon fait partie du bassin du « Rhône et cours d'eau côtiers méditerranéens ». Le Gardon et ses affluents forment dix zones hydrographiques, couvrant une surface totale de 1 999 km2. D'amont en aval :
- le Gard de sa source au Gardon de Sainte-Croix (V710)[zh 1] ;
- le Gardon de Sainte-Croix (affluent coulant depuis l'E-N-E, zone V711 au sud de la précédente)[zh 2] ;
- le Gard du Gardon de Sainte-Croix au Gardon de Saint-Jean (V712)[zh 3] ;
- le Gardon de Saint-Jean (affluent en rive gauche, zone V713 au sud de la précédente)[zh 4] ;
- le Gard du Gardon de Saint-Jean au Gardon d'Alès (V714)[zh 5] ;
- le Gardon d'Alès (V715)[zh 6] ;
- le Gard du Gardon d'Alès à la Droude incluse (V716)[zh 7] ;
- le Gard de la Droude au Bourdic inclus (V717)[zh 8] ;
- le Gard du Bourdic à l'Alzon inclus (V718)[zh 9] ;
- le Gard de l'Alzon au Rhône (V719)[zh 10].

## Affluents
Le Gardon a soixante-trois (63) affluents référencés. Les principaux - de plus de 10 km de longueur - sont, d'amont en aval (RD : rive droite ; RG : rive gauche) :
- le Gardon de Saint-Germain (13 km, RG, conflue à 3 km en amont de Saint-Étienne-Vallée-Française, dans la section du Gardon appelée « Gardon de Saint-Martin »)[S 3]
- le Gardon de Sainte-Croix (28 km, RD, conflue à 800 m au sud de Saint-Étienne-Vallée-Française)[S 4]
- le Gardon de Saint-Jean (49 km, RD, conflue à l'est de Corbès)[S 5]
  - ruisseau de Borgne (13 km, RD)[S 6]
  - la Salindrenque (23 km, RD)[S 7]
- l'Amous (10 km, RG, conflue juste avant Anduze)[S 8]
- ruisseau de l'Ourne (11 km, RD, conflue au nord d'Attuech)[S 9],[G 5]
- le Gardon d'Alès (61 km, RG, conflue au sud de Vézénobres)[S 10]
  - le Dourdon (10 km, RG, conflue avec le Gardon d'Alès au Collet-de-Dèze)[S 11]
  - le Galeizon (29 km, RD, conflue avec le Gardon d'Alès à 3 km au nord d'Alès)[S 12]
    - la Salindre (10 km, RD)[S 13]

  - l'Alzon (13 km, RD, conflue à Saint-Christol-lez-Alès)[S 14]
  - l'Avène (30 km, RG, conflue dans le Gardon d'Alès au sud-ouest de Saint-Hilaire-de-Brethmas)[S 15]
    - l'Arias (8 km, RD, conflue avec l'Avène à 1,7 km au N-E de Saint-Privat-des-Vieux)[S 16]

  - ruisseau de Carriol (11 km, RD, conflue avec le Gardon d'Alès à 1,6 km en amont de la confluence de ce dernier avec le Gardon)[S 17]
- la Droude (23 km, RG, conflue à Moussac)[S 18]
- ruisseau de l'Auriol (15 km, RD, conflue au sud de Saint-Chaptes)[S 19]
- ruisseau de Braune (16 km, RD, conflue en bordure N-E de Dions)[S 20]
  - ruisseau de Teulon (11 km, RG, conflue avec le ruisseau de Braune en bordure nord de Gajan)[S 21]
  - ruisseau de la Tourancelle (10 km, RD, conflue avec le ruisseau de Braune à 2 km au nord de Gajan)[S 22]
  - le Pierrau (10 km, RD, conflue avec le ruisseau de Braune à 500 m au N-O de La Calmette)[S 23]
  - l'Esquielle (12 km, RG, conflue avec le ruisseau de Braune à 1 km au nord de La Calmette[S 24] ; mais une branche rejoint aussi directement la rive gauche du Gardon, ce qui fait également de l'Esquielle un affluent direct du Gardon[G 6])
- le Bourdic (25 km, RG, conflue à l'ouest de Sainte-Anastasie)[S 25]
  - le Valat de Gouloubert (10 km, RG, conflue avec le Bourdic à 1,1 km en amont de la confluence de ce dernier avec le Gardon)[S 26]
- l'Alzon (24 km, RG, conflue à Collias)[S 27]
  - les Seynes (27 km, RD, conflue avec l'Alzon à 3,5 km au sud-est d'Uzès)[S 28]
- la Valliguière (13 km, RG, conflue à 1,8 km au S-E de Remoulins)[S 29]

## Sections
Le Gardon « officiel »  — celui qui prend sa source à Saint-Martin-de-Lansuscle et qui se jette dans le Rhône, à Vallabrègues — est habituellement divisé en cinq sections. Ces sections (qui ne doivent pas être confondues avec les affluents) reçoivent les désignations suivantes (d'amont en aval) :
- la première section est appelée Gardon de Saint-Martin[n 2]. Elle commence à la source (Saint-Martin-de-Lansuscle[G 7]) et se prolonge jusqu'à Saint-Étienne-Vallée-Française. Le Gardon de Saint-Martin reçoit le Gardon de Saint-Germain[S 3], qui conflue à 2 km au nord de Saint-Étienne-Vallée-Française[G 7] ;
- la deuxième section est appelée Gardon de Saint-Étienne. Elle commence à Saint-Étienne-Vallée-Française et se prolonge jusqu'à Mialet ;
- la troisième section est appelée Gardon de Mialet[n 3]. Elle commence à Mialet et se prolonge jusqu'à Anduze[G 8]. Le Gardon de Mialet reçoit le Valat du Théronnel[S 30] à 1 km en aval de la confluence du Gardon de Sainte-Croix[G 9] ;
- la quatrième section est appelée Gardon d'Anduze[n 4]. Elle commence en aval d'Anduze[G 10] et se prolonge jusqu'au confluent du Gardon d'Alès, en amont de Ners ;
- La cinquième section est simplement appelée Gardon (sans plus de précision). Elle commence à Ners et se prolonge jusqu'au confluent avec le Rhône, à Vallabrègues. C'est cette dernière section qui est franchie par le célèbre pont du Gard.

## Hydrologie

### Le Gardon à Sanilhac-Sagriès
Le débit moyen interannuel du Gardon a été mesuré sur une période de 14 ans à Sanilhac-Sagriès. Il se monte à 32,7 m3/s pour une surface de bassin de 1 580 km2, soit près de 72 % de son bassin versant (2 200 km2[réf. nécessaire]). 
La rivière présente des fluctuations saisonnières de débit typiques du régime cévenol, avec des hautes eaux d'automne et d'hiver à double sommet. Le premier sommet, en octobre, résulte des pluies d'automne et affiche un débit mensuel moyen de 50 m3/s. Il est suivi d'une chute légère à 35,7 m3/s en novembre-décembre, puis d'un nouveau sommet allant de 62 à 71 m3/s en janvier-février (avec un maximum en janvier). Il s'ensuit une baisse progressive des débits, se terminant en une période d'étiage parfois sévère en juillet-août, avec une baisse du débit moyen mensuel jusqu'au niveau de 4,53 m3/s au mois de juillet.

### Étiage ou basses eaux
Le VCN3 du Gardon peut chuter jusque 1,3 m3/s, en cas de période quinquennale sèche. Comme la plupart des cours d'eau d'Europe occidentale et notamment sur le pourtour méditerranéen, le Gardon a été très affecté par la sécheresse consécutive à la canicule de l'été 2003.

### Crues

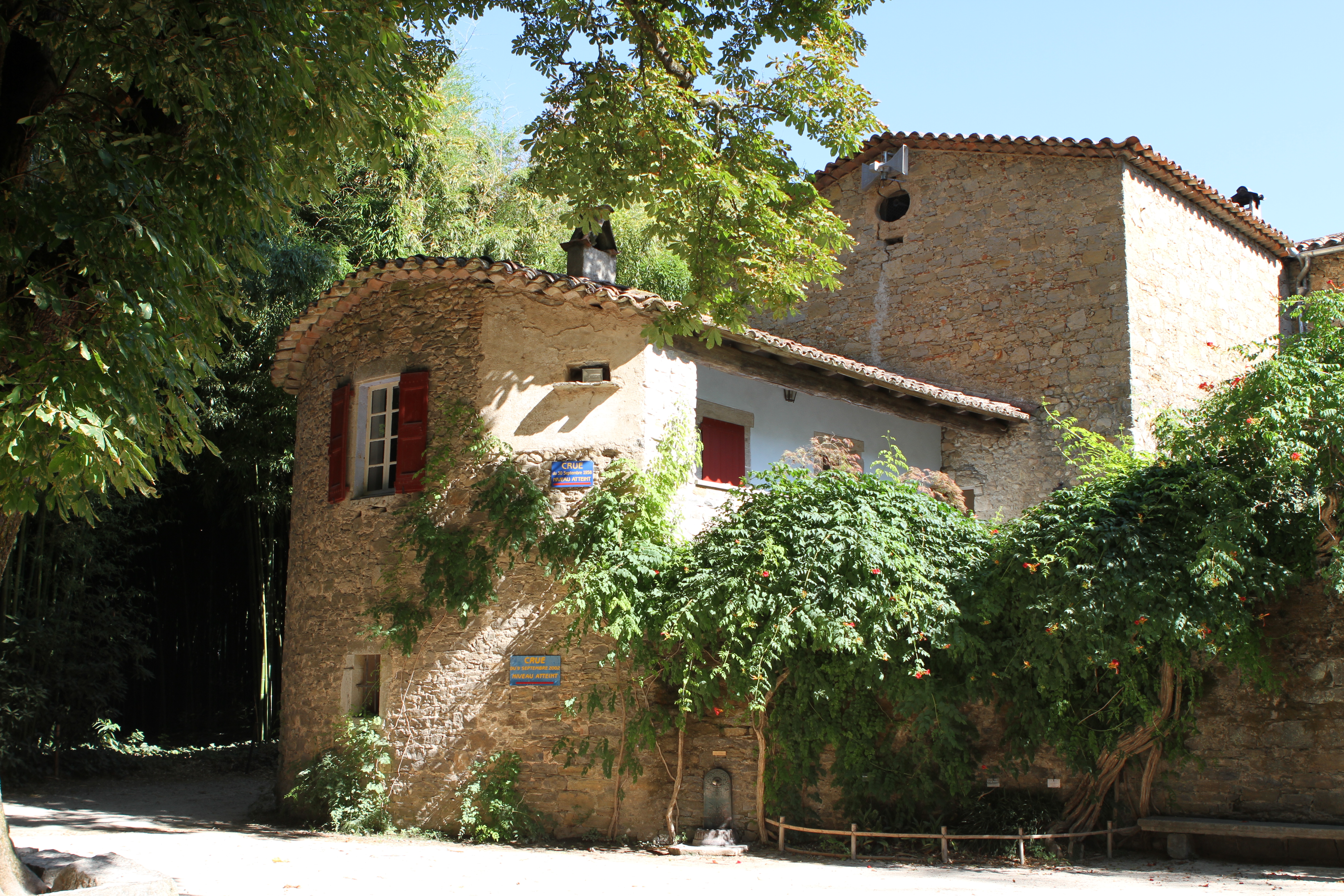
Plaques sur le mur de la bambouseraie en Cévennes, indiquant le niveau des crues du Gardon d'Anduze.

Les crues peuvent être extrêmement importantes, comme celles de 1958 et de septembre 2002. Elles sont connues localement sous le nom de gardonnades et se produisent généralement à la suite des orages cévenols, à l'instar de l'Ardèche et du Vidourle voisins.
Les valeurs du débit instantané maximal ou QIX sont les suivantes :
- QIX 2 : 1 500 m3/s
- QIX 5 : 2 200 m3/s
- QIX 10 : 2 700 m3/s
- QIX 20 : 3 100 m3/s
- QIX 50 : non disponible, mais plus élevé que le QIX 20

Le débit maximal instantané enregistré à Sanilhac-Sagriès est de 2 290 m3/s (autant que le débit moyen du Rhin aux Pays-Bas), tandis que le débit maximal journalier observé à la station vaut 1 470 m3/s. Toutes ces valeurs doivent être augmentées, du fait que les observations ne concernent que 72 % du bassin versant total du Gardon.
Pour la crue majeure du 9 septembre 2002, la fourchette du débit estimée à Remoulins serait de 5 000 à 7 000 m3/s.

### Lame d'eau et débit spécifique
La lame d'eau écoulée dans le bassin versant de la rivière est de 655 millimètres annuellement, ce qui est très élevé, mais un peu moindre que celle de l'Ardèche, ce qui résulte du fait que la partie cévenole très arrosée du bassin de l'Ardèche est nettement plus vaste que celle du Gardon. Le débit spécifique (ou Qsp) atteint 20,7 litres par seconde et par kilomètre carré de bassin.

## Aménagements
Vers la fin des années 1960 la population locale s'est fermement opposée au projet de construction d'un barrage écrêteur de crues près de Saint-Jean-du-Gard. Ce projet aurait noyé la « vallée des Camisards », où coule le Gardon de Saint-Jean, à 3 km en amont de la ville mais a finalement été abandonné.

## Écologie

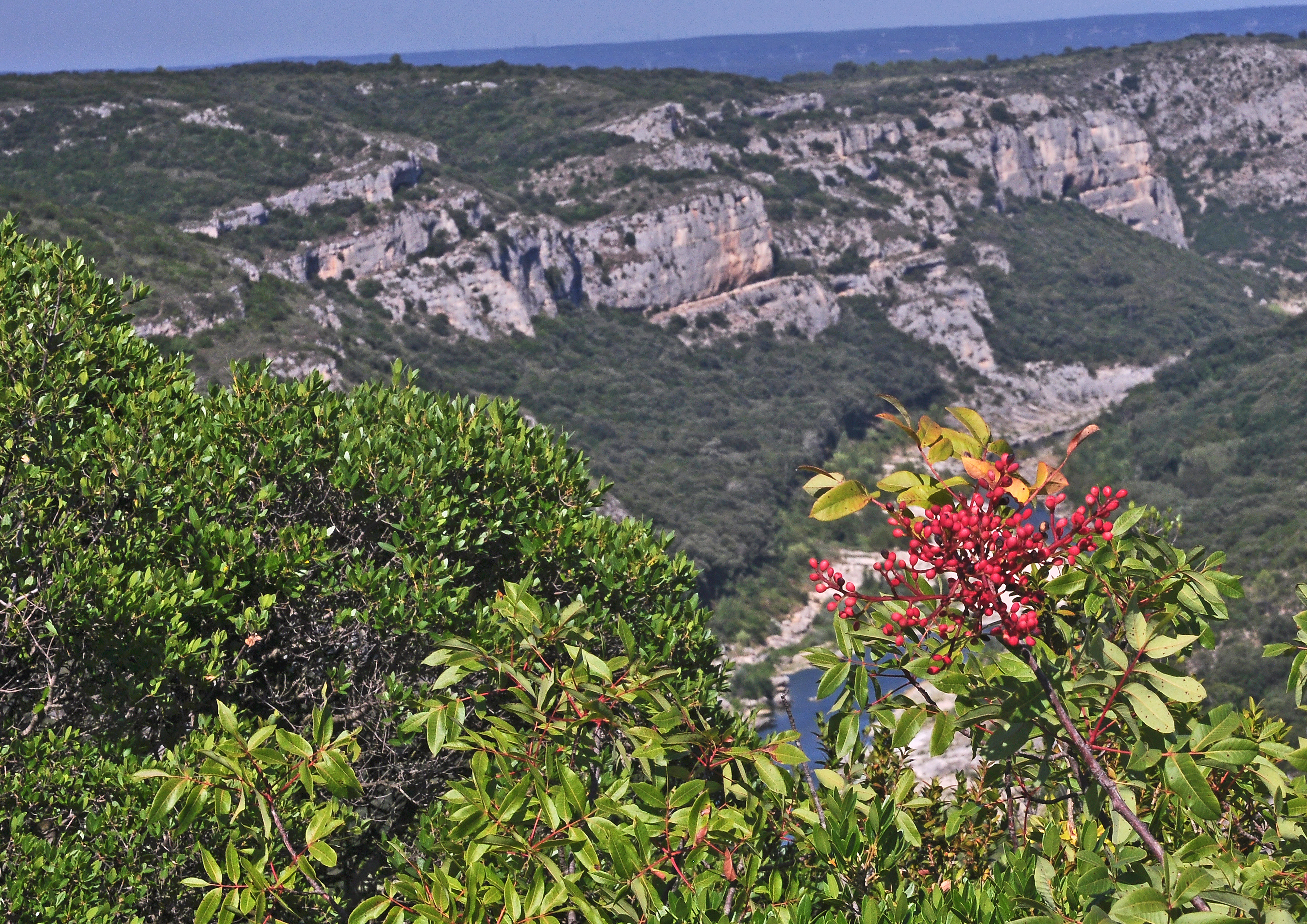
Pistachier térébinthe sur les garrigues calcaires des gorges du Gardon.

De sa source au hameau « le Cros » (environ 2,5 km), le Gardon coule dans le parc national des Cévennes. Il coule ensuite dans l'aire d'adhésion du même parc jusqu'à sa sortie de la commune de Saint-Germain-de-Calberte (environ 10,2 km), qui coïncide avec son entrée sur celle de Saint-Étienne-Vallée-Française et avec la confluence en rive droite du Valat d'Andajac à 3 km au sud de Saint-Germain-de-Calberte. Le Gardon porte ici le nom de « Gardon de Saint-Martin-de-Lansuscle ». Il retrouve l'aire d'adhésion du parc sur la commune de Saint-Jean-du-Gard (au sortir de Saint-Étienne-Vallée-Française), portant alors le nom de « Gardon de Mialet », et quitte définitivement l'aire d'adhésion du parc à sa sortie de la commune d'Anduze. 

Cette aire d'adhésion est aussi une réserve de biosphère. 
Sur les terrains calcaires de garrigues que traversent les gorges du Gardon, on trouve notamment des chênes verts, chênes kermès, arbousiers, cistes cotonneux, genévrier cade, filaires ainsi que des pistachiers térébinthe.

## Sites touristiques
- Le train à vapeur des Cévennes qui passe par divers viaducs au-dessus du Gardon.
- La bambouseraie en Cévennes à Générargues près d'Anduze est en bordure de la rivière (Gardon d'Anduze). La proximité de la nappe phréatique du Gardon est l'un des éléments qui ont permis aux bambous de prospérer dans ce lieu.
- Les gorges du Gardon sont un lieu de baignade, d'escalade et de pratique du canoë-kayak apprécié[4].
- Le pont du Gard est un pont-aqueduc romain à trois niveaux, situé près de Remoulins dans la commune de Vers-Pont-du-Gard, sur le parcours gardois du Gardon. Il permet à l'aqueduc romain qui conduisait l’eau de l'Alzon à Nîmes de franchir l'obstacle de la vallée du Gardon. Le pont du Gard est inscrit sur la liste du patrimoine mondial de l'UNESCO depuis décembre 1985[5],[6]. C'est le plus haut pont-aqueduc connu du monde romain et l'un des plus célèbres monuments romains de France.

## Galerie

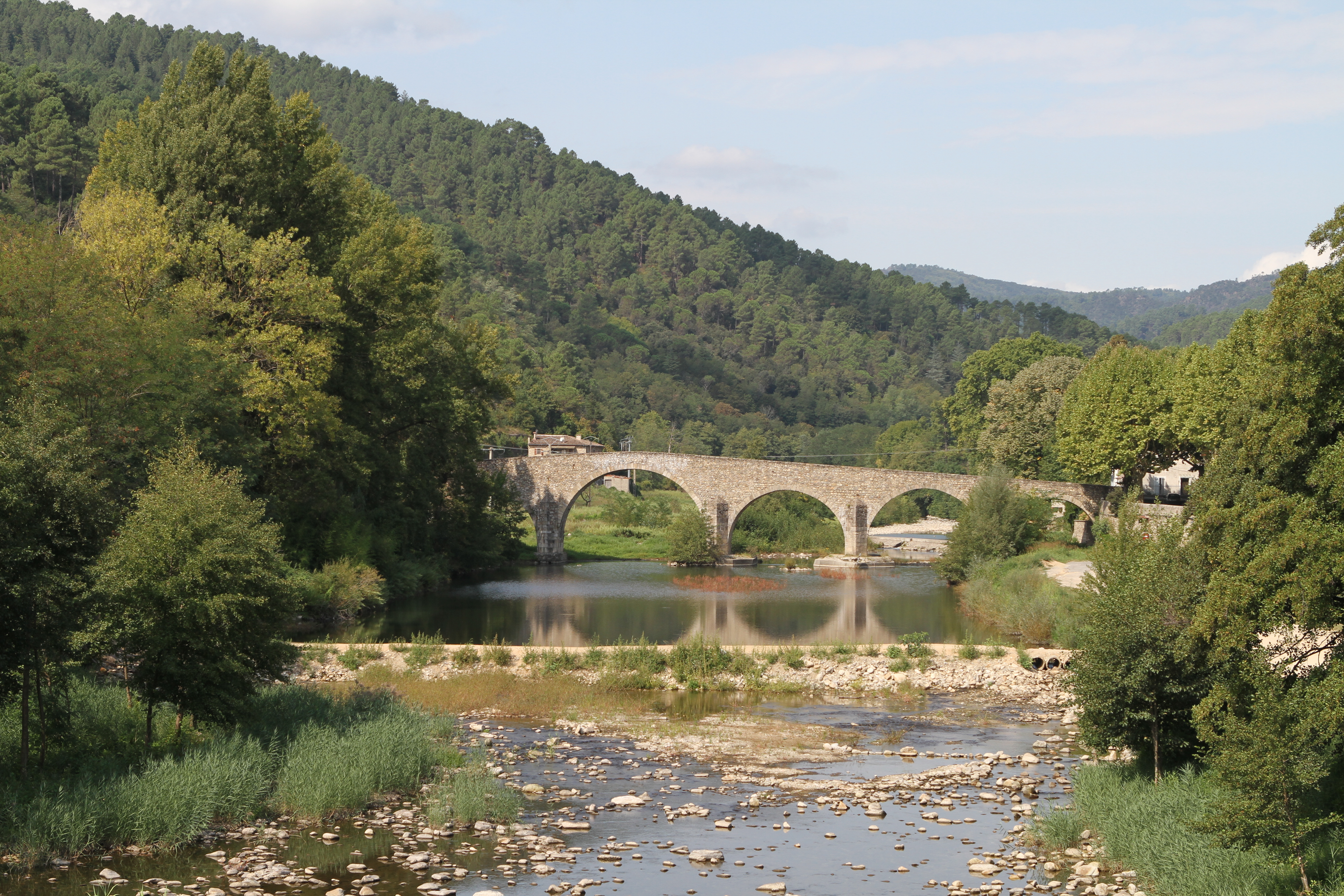
Le Gardon de Saint-Jean et le pont Vieux, à Saint-Jean-du-Gard.
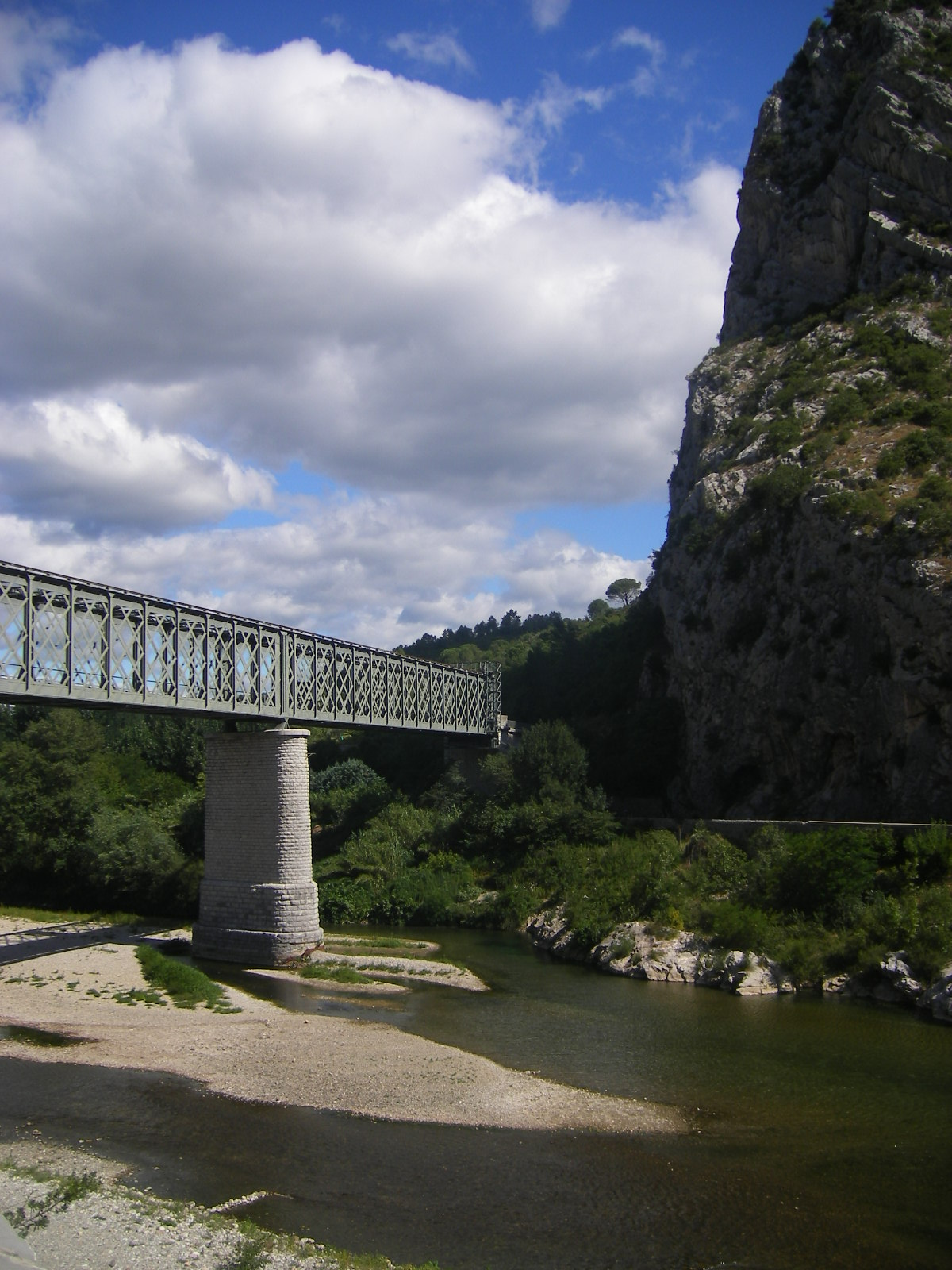
Le viaduc métallique du train à vapeur des Cévennes à Anduze.
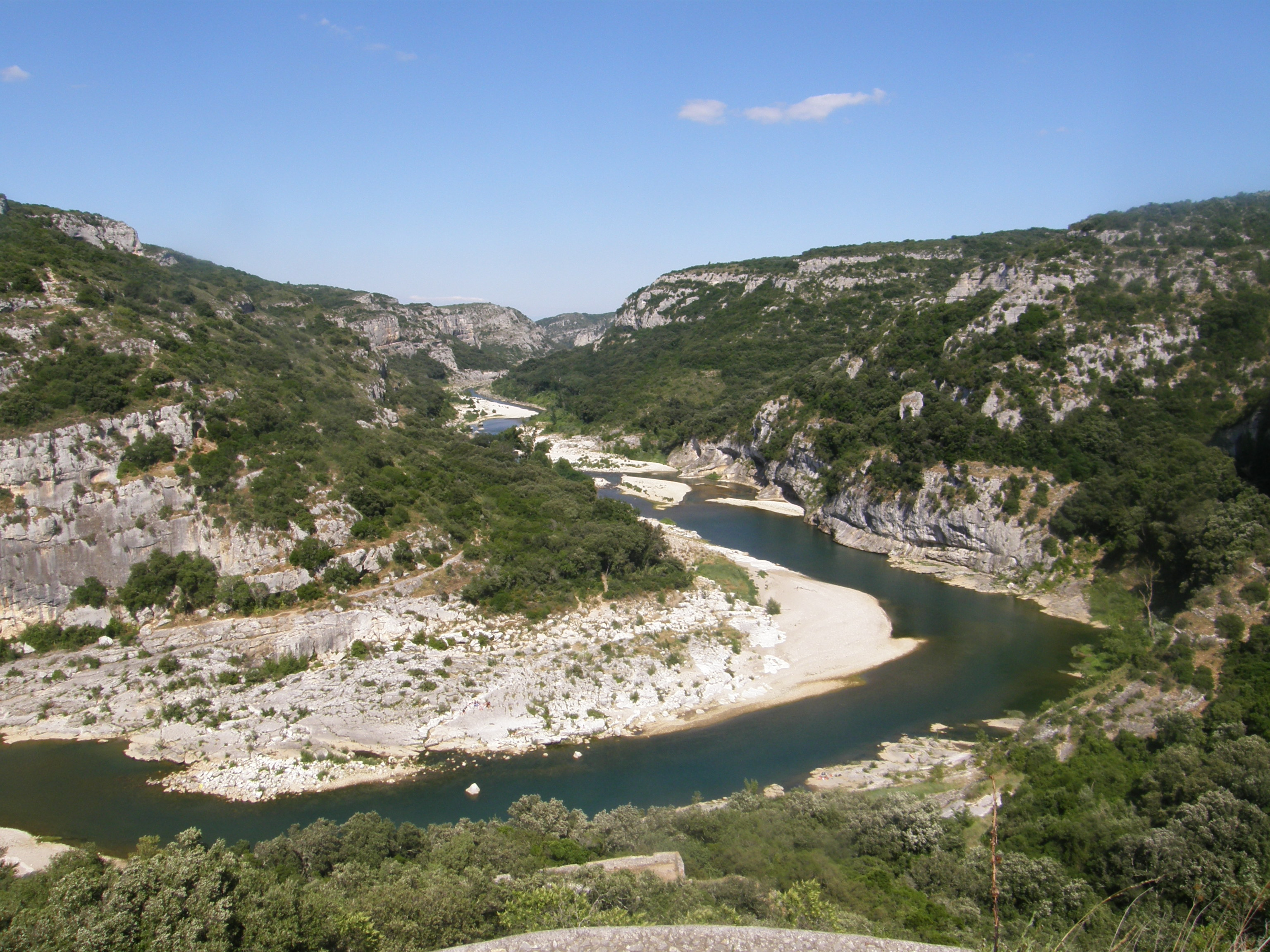
Les gorges du Gardon près de Sanilhac-Sagriès.
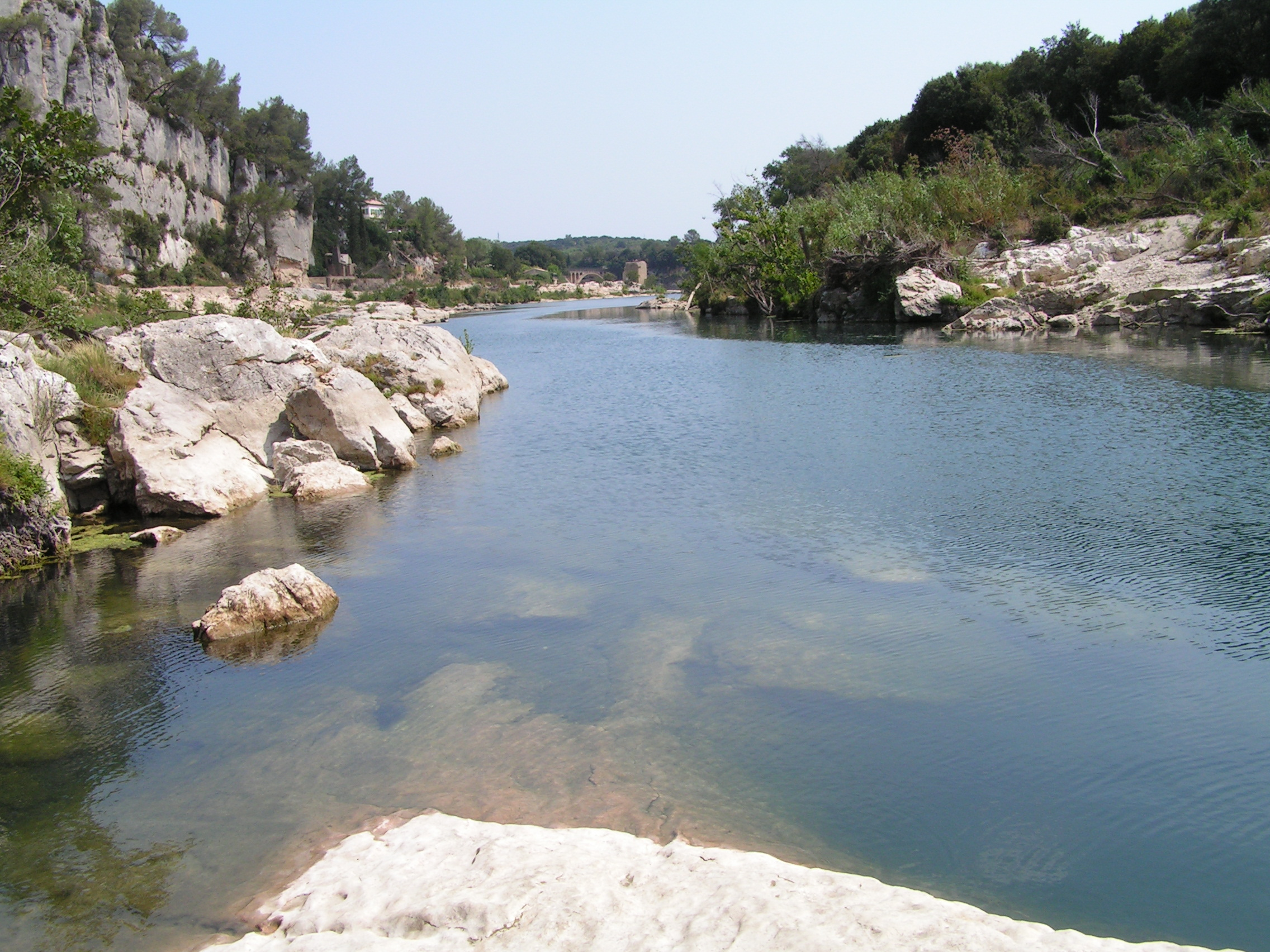
Le Gardon, vue vers l'amont à 1 km en aval de Collias.
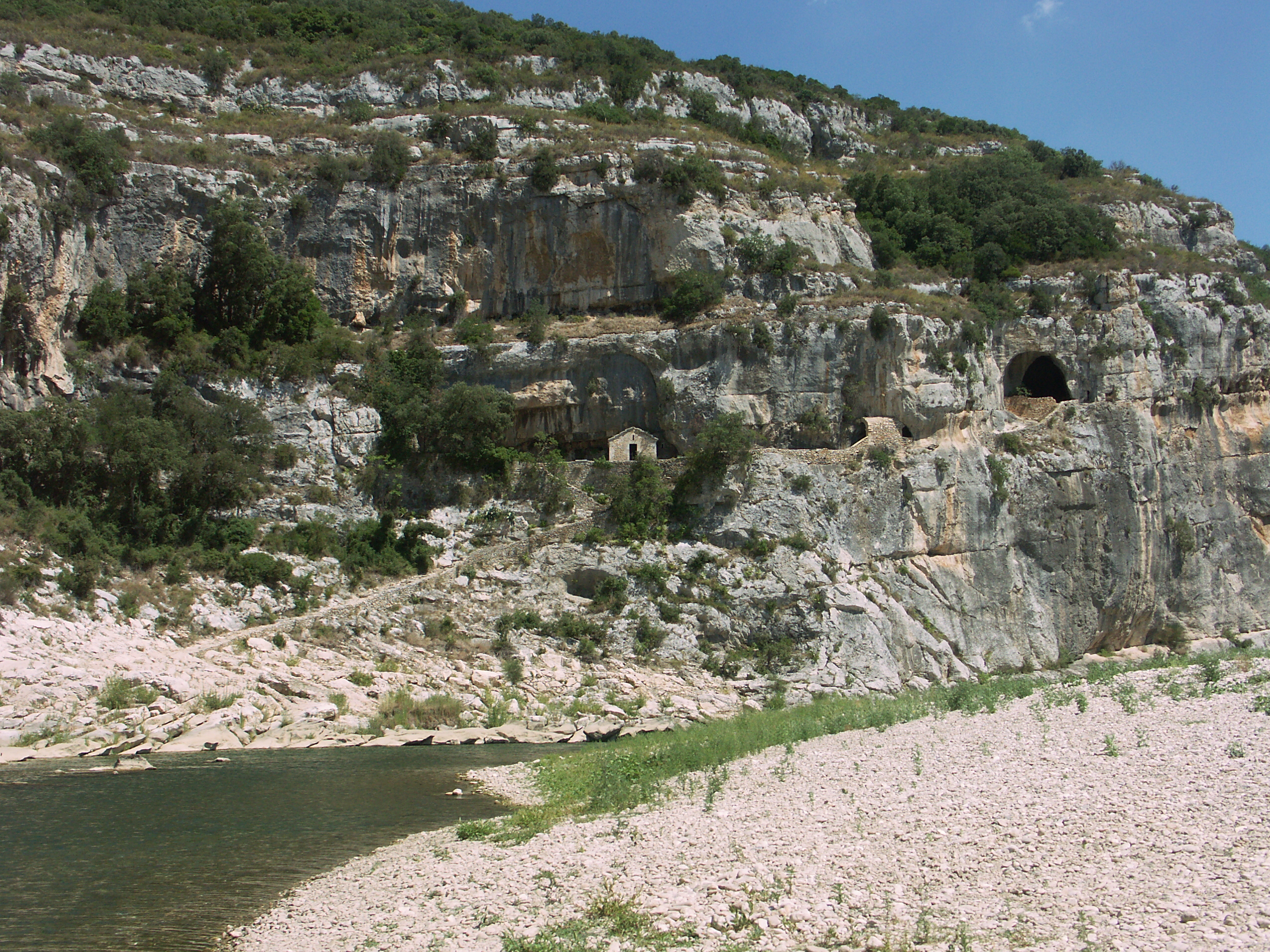
Le Gardon à l'ermitage Saint-Vérédème, Collias.